# Маркаде, Виктор-Наполеон
Викто́р-Наполео́н Maркаде́ (фр. Victor-Napoléon Marcadé, 28 июля 1810, Руан — 17 августа 1854, Руан) — французский адвокат.

## Биография
Сын Жан-Шарля Maркаде и Мари-Роуз Грандин. Под влиянием матери, отличавшейся глубокой религиозностью, хотел стать священником, но в результате поступил на юридический факультет Парижского университета. Изучал гражданское право, по окончании обучения вернулся Руан. С 1851 по 1854 год был адвокатом в кассационном суде.
Виктор Maркаде был одним из основателей критического обзора законодательства и судебной практики. Известен благодаря своей книге «Элементы французского гражданского права» (Éléments du droit civil français; Париж, 1842, в 3-х томах). Пятое издание под названием «Теоретическое объяснение и практика Кодекса Наполеона» (Explication théorique et pratique du code NapoléonПариж, 1858—1859, в 9 томах), продолжил Поль Понт (фр. Paul Pont), всего вышло 12 томов.
Похоронен в Сен-Жермен-дез-Эссур в Приморской Сене.